# Jeong Yu-mi
Jeong Yu-mi (ur. 23 lutego 1984 w Pusan) – południowokoreańska aktorka filmowa, teatralna i telewizyjna.

## Filmografia
- 2003: Silmido jako studentka w autobusie
- 2004: Lalkarz jako Mi-ho
- 2005: Daenseo-ui sunjeong
- 2011: Neo-neun Pet jako Young-Eun Lee
- 2012: Ok-tab-bang-eui Wang-se-ja jako Se-na Hong / Hwa-yong
- 2014: Teo-neol 3D Eun-joo
- 2016: Gook-soo-eui Sin jako Yeo-kyung Chae, oficer policji